# Parc Jihua (métro de Foshan)
Parc Jihua (chinois simplifié : 季华园 ; chinois traditionnel : 季華園 ; pinyin : jìhuá yuán) est une station de la ligne Guangfo du métro de Foshan. Elle est située dans le district de Chancheng de la ville de Foshan en Chine. Elle est nommée en rappel du parc situé à proximité.

## Situation sur le réseau

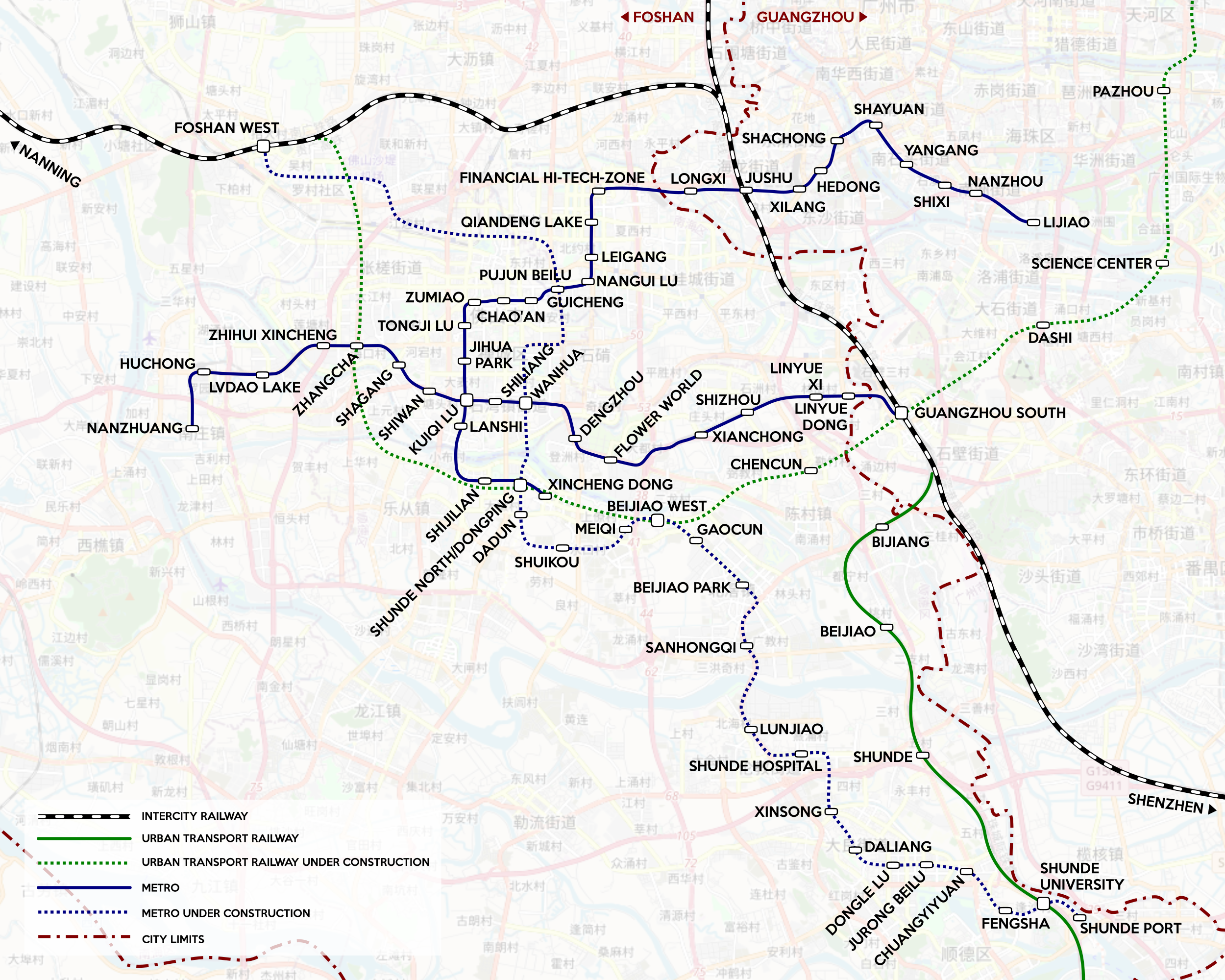
Plan du réseau du métro, en 2022.

La station Parc Jihua est une station de passage de la ligne Guangfo du métro de Foshan, elle est située entre la station Route Kuiqi, en direction du terminus sud-ouest Nouveau centre-ville de l‘est, et la station Rue de Tongji, en direction du terminus nord-est Lijiao (zh).

## Histoire
Cette station est parmi les stations planifiées pendant le panification initial en 2002. Son nom préliminaire fut Route Lüjing (chinois simplifié : 绿景路 ; chinois traditionnel : 綠景路), avant que la station fut renommée «Parc Jihua». La construction de la station commença le 28 juin 2007.
Le 28 et le 29 octobre 2010, la station ainsi que la 1re phase de la ligne Guangfo effectuait un essai, pendant quel les passagers voyageaient gratuitement. Le 3 novembre, la station est mis en service formellement.
Pendant la 1re décennie après l’inauguration de la station, il n’y avait que deux bouches: C et D, dont les deux si situent au côté ouest du route  Fenjiang-sud. À cause du manque des passages piétons traversant le route, les passagers eurent besoin de faire de détours. Cependant, à cause de la bureaucratie, la construction des bouches A et B n’ont commencé qu’en 2018, et ces bouches ne sont inaugurées qu’en décembre 2020.

## Services aux voyageurs

### Accès et accueil
La station dispose quatre bouches:
|        |                                        |                                                             |
| Sortie | Accessibilité                          | Destinations les plus proches                               |
| A      | Escalier mécanique                     | Arrêt d’autobus                                             |
| B      | Surface podotactile Escalier mécanique | Arrêt d’autobus                                             |
| C      | Surface podotactile                    | Bureau du police du métro Centre commercial Arrêt d’autobus |
| D      | Surface podotactile Escalier mécanique | Centre commercial Arrêt d’autobus                           |

### Desserte
Parc Jihua dispose d'un quai central, se situant au-dessous du route Fenjiang-sud, encadré par les deux voies de la ligne.

### Intermodalité
Des arrêts de bus sont situés à proximité des bouches de la station du métro.